# (Infinity) (album)
(Infinity) (Beskonačno) šesti je album grupe Plavi orkestar. Album sadrži 12 pjesama od kojih su hitovi Odlazim, Šampion, Azra, Tako male stvari itd. Izašao je 1999. godine u izdanju Pop Recordsa iz Slovenije. Nakon uspjeha ovog albuma uslijedila je pauza do 2009. godine.
U Hrvatskoj je ovaj album objavljen u izdanju Dallas Recordsa.

## Pozadina
Grupa je nastupila na VŠS u Sarajevu 1999. godine s pjesmom Šampion. Osvojili su 4. mjesto.

## Album
Osim članova benda, u snimanju su sudjelovali Nikša Bratoš, Marijan Brkić i drugi. Loša je za ovaj album svirao i tamburicu.
Za pjesmu Odlazim snimljen je i spot.

### Popis pjesama na albumu
1. Odlazim
2. Djevojka Iz Snova – Modugno, Goran Petranović, Saša Lošić
3. Otrovni Cvijet
4. Tako Male Stvari
5. Sada Mi Se Javljaš
6. Jedina
7. Šampion – Špela Možina
8. Azra
9. O Kakav Mjesec
10. Pijem Da Je Zaboravim – H. Kučuk, R. Popović
11. Ljubav Nije Laka Stvar
12. Zauvijek

### O albumu
Album je snimljen u Studio Metro, Ljubljana i studiju Melopoja, Pameče Pri Slovenj Gradcu. Na stvaranju albuma su sudjelovali:
- Ćera I - bass gitara, prateći vokal
- Janez Križaj - koproducent
- Ćera II - bubnjevi, prateći vokal
- Boštjan Podlesnik - inženjer
- Marijan Brkić - gitara
- Saša Zalepugin - gitara, prateći vokal
- Nikša Bratoš - gitara, klavijature, koproducent, obrada
- Saša Lošić - glazba i tekstovi za pjesme 1, 3 do 9, 11 i 12
- Aljoša Rebolj - fotografija
- Saša Lošić - vokal, gitara, tamburica, producent, obrada

## Vanjske poveznice
(Infinity) na Discogsu